# IC 977
IC 977 је спирална галаксија у сазвјежђу Дјевица која се налази на листи објеката дубоког неба у Индекс каталогу.
Деклинација објекта је - 3° 0' 9" а ректасцензија 14h 8m 42,1s. Привидна величина (магнитуда) објекта IC 977 износи 14,5 а фотографска магнитуда 15,3. IC 977 је још познат и под ознакама CGCG 18-58, KCPG 417A, PGC 50477.